# Höfuðlausnir
Höfuðlausnir, álbum del cantante de rock islandés Megas. El álbum fue lanzado en mayo de 1988 a través de la discográfica Gramm.
Höfuðlausnir contó con la colaboración de la cantante Björk como vocalista de fondo junto a Rose McDowell para todas las canciones, además del guitarrista Guðlaugur Kristinn Óttarsson.

## Lista de canciones
1. Drukknuð börn (04:55)
2. Tæblús (03:25)
3. (Borðið þér) Orma frú Norma (05:02)
4. Borgarblús (03:30)
5. Drengirnir í Bankok (07:35)
6. Í Öskjuhlíð (03:09)
7. Leiðréttingarblús (04:07)
8. Aðeins eina nótt (03:16)
9. Álafossúlpa (06:54)
10. Litla stúlkan með eldspýturnar (04:25)
11. Telpurnar í Bankok (07:18)
12. (Öskjuhliðarendi) Homage á Paden Powel (03:06)
13. Aðeins eina nótt (03:18)
14. Drukknuð börn (03:47)
15. Í Öskjuhlíð (02:21)
16. Drengirnir í Bankok (05:29)
17. (Borðið þér) Orma frú Norma (05:07)